# Hemiauchenia minima
Hemiauchenia minima es una especie de mamífero artiodáctilo extinto integrante del género Hemiauchenia. Este camélido habitó en América del Norte.

## Taxonomía
Esta especie fue descrita originalmente en el año 1886 por el paleontólogo y naturalista estadounidense Joseph Leidy.
Holotipo
Se recuperaron del ejemplar holotipo varios huesos: astrágalo, calcáneo, navicular, cuboides y metatarso incompleto derechos; la localidad es Mixons Bone Bed, Florida, Estados Unidos.
Edad atribuida
La edad postulada para los estratos portadores es Mioceno final a Plioceno inferior.
Caracterización y relaciones filogenéticas
Fue transferida al género Hemiauchenia en 1981 por S. Webb, B. MacFadden y J. Baskin.
Se caracteriza por poseer molares con proto y parastilido poco desarrollados y lofos linguales y lófidos vestibulares en forma de “V”.
Como las restantes Hemiauchenia, posee tamaño grande con respecto a Lama, rostro dolicognato, metacarpo más largo que el húmero, huesos de los miembros alargados y gráciles (índice de gracilidad de los metapodiales inferior a 0,13).